# Malvavisco

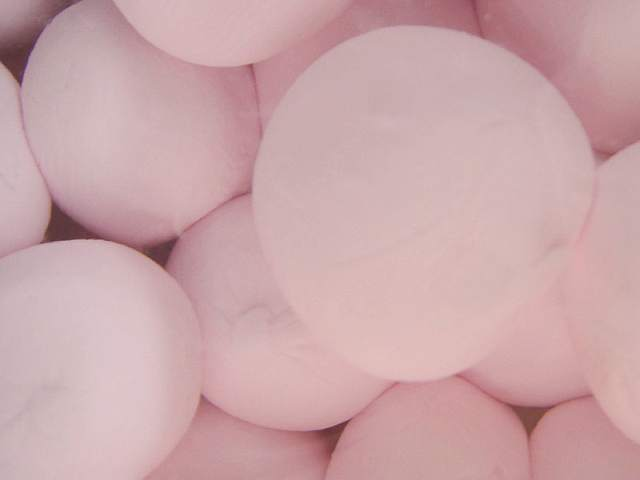
Malvaviscos rosas. Aunque en su forma más simple suelen ser blancos, es muy frecuente que se elaboren coloreados.

Malvavisco  o nube es una golosina que en su forma moderna consiste en azúcar o jarabe de maíz, clara de huevo batida, gelatina previamente ablandada con agua, goma arábiga y saborizantes, todo ello batido para lograr una consistencia esponjosa. Se puede elaborar en muchas formas. La receta tradicional usaba un extracto de la raíz mucilaginosa de la planta herbácea Althaea officinalis. El mucílago actuaba de antitusivo. Los malvaviscos comerciales son una innovación de finales del siglo XX. Desde el proceso de extrusión patentado por Alex Doumak en 1956, los malvaviscos se extruyen como cilindros suaves, se cortan en trozos y se rebozan con una mezcla de maicena y azúcar glas.

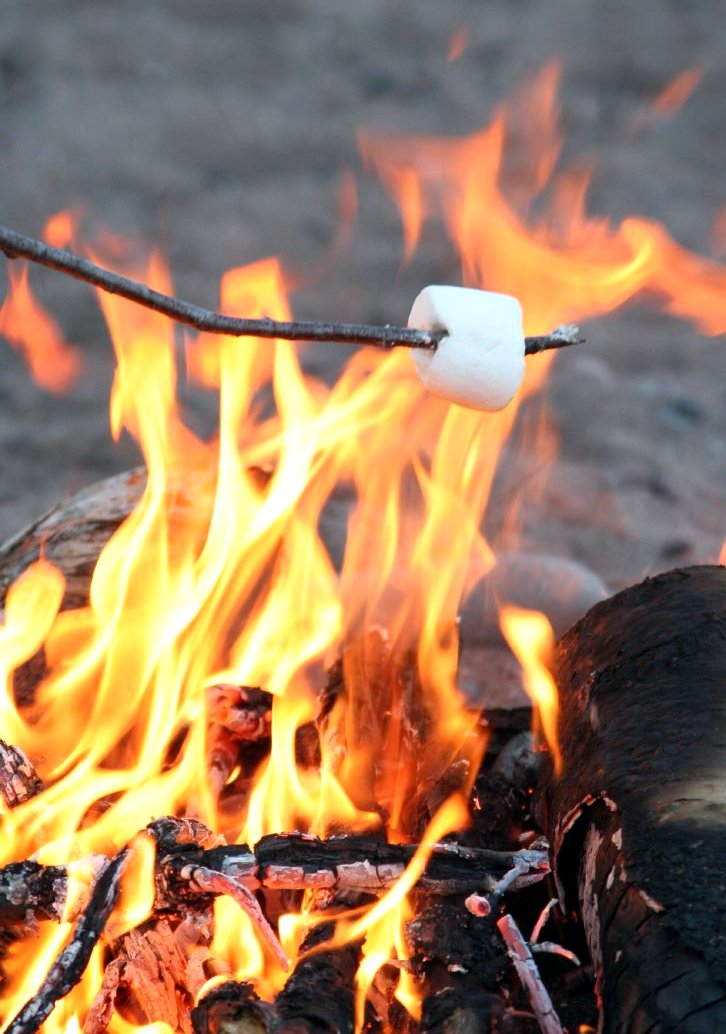
Asando un malvavisco en una fogata durante un día de campamento.

Los malvaviscos son muy populares en el mundo anglosajón y se comen con o sin acompañamiento. En los Estados Unidos, es frecuente comerlos asados o tostados, y en otros lugares acompañados con chocolate o café moca, como parte de otras golosinas, cubriendo boniatos asados, en algunos sabores de helado, etcétera e incluso como ingrediente en numerosas recetas de repostería en forma de crema o fundidos.

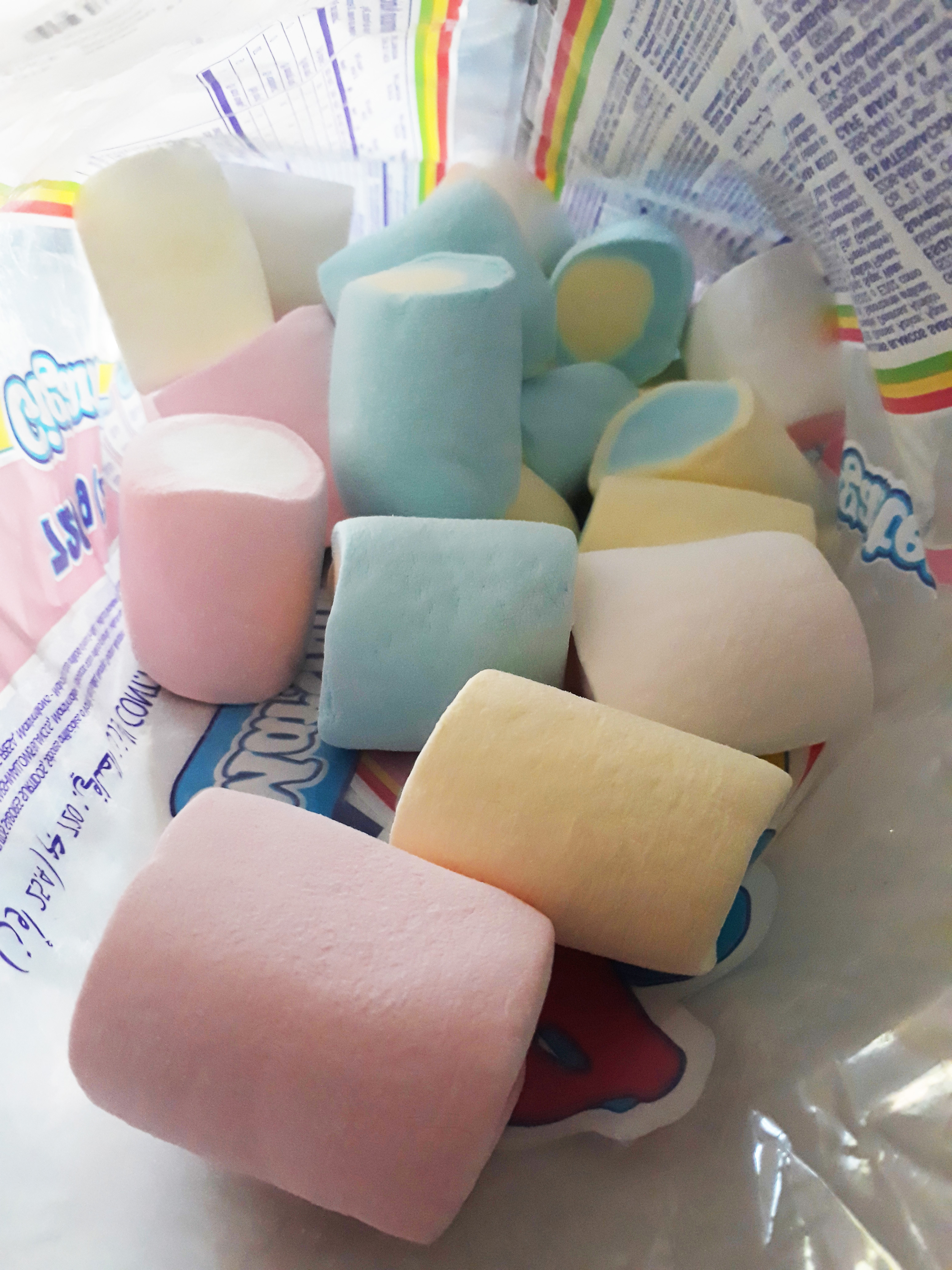
Bolsa de malvaviscos grandes.

## Nombre
El diccionario de la Real Academia solo recoge el nombre «malvavisco» que es común en México y el resto de Latinoamérica, no obstante este nombre no es utilizado en España, donde se denominan «nubes». En realidad, el término malvavisco es el de la planta Althaea officinalis que se usaba desde antiguo como dulce y medicina. En el siglo XIX los franceses batían la savia de la planta (denominada en francés guimauve) para hacer una especie de caramelos, posteriormente se dejó de usar en la receta el extracto de esta planta y se industrializó su producción, pero el dulce mantuvo el nombre en muchos lugares, como en inglés marshmellow.
Además de los citados también tiene otros nombres, algunos adaptados del inglés como masmelo, mashmelo, masmalow, marsmalow,  o marshmallow, y otros como esponjita, fringuel, jamón o suncho. 

## Preferencias dietéticas
La receta tradicional de malvavisco utiliza raíz de malvavisco en polvo, que puede ser difícil de obtener. La mayoría de los malvaviscos fabricados comercialmente utilizan en cambio gelatina para su fabricación, que los vegetarianos y los veganos evitan, ya que estas se obtienen de las pieles, tejidos conjuntivos y huesos de animales. Una alternativa para los vegetarianos es utilizar agentes gelificantes no cárnicos sustitutos tales como agar-agar para la gelatina.
Los malvaviscos también se consideran generalmente alimentos no kosher o no halal, a menos que su gelatina se obtenga de animales kosher, halal o sean veganos, es decir producidos con raíz de malvaviscos.
La crema de malvavisco y otros productos de malvavisco menos firmes generalmente contienen poca o ninguna gelatina.